# Jamnica (stacja kolejowa)
Jamnica (ukr. Ямниця, ros. Ямница) – stacja kolejowa w miejscowości Jamnica, w rejonie iwanofrankiwskim, w obwodzie iwanofrankiwskim, na Ukrainie. Położona jest na linii Lwów – Czerniowce.
Stacja istniała przed II wojną światową.